# Disglosia
La disglosia es un trastorno de la articulación de los fonemas, de origen no neurológico central, debido a alteraciones anatómicas y/o fisiológicas de los órganos articulatorios periféricos
que dificultan el funcionamiento lingüístico en personas sin afectaciones neurológicas o sensoriales detectables, con una inteligencia no verbal dentro de los límites de la normalidad, y que a pesar de tener una estimulación adecuada, una educación suficiente y unos progresos observables, no llega a alcanzar un conocimiento lingüístico que les permita comprender y expresarse de forma correcta.
Además, hay que tener en cuenta que es un conjunto de elementos semiológicos, los cuales comparan las estructuras lingüísticas de un sujeto con las de otro sujeto que habla normalmente, utilizando como referencia la posesión y buen funcionamiento de los elementos anatómicos (normalidad de los órganos lingüísticos), de los elementos funcionales (contexto socializador y lingüístico) y de los elementos ambientales (entorno comunicativo de continuo estímulo).
Para una expresión hablada correcta se requiere que todos los órganos que intervienen en ella tengan la estructura adecuada. Por tanto, toda anomalía o malformación de los mismos da como resultado un habla defectuosa, llamada disglosia.

## Etiología
Las distintas causas que están asociadas a este tipo de enfermerdad son variadas y están ubicadas en los distintos órganos que trabajan el habla. La disglosia puede deberse a: 
- Malformaciones congénitas craneofaciales
- Trastornos de crecimiento
- Parálisis periféricas
- Anomalías adquiridas como consecuencia de lesiones en la estructura orofacial o de extirpaciones quirúrgicas
- Traumatismos
- Problemas psicológicos.

## Clasificación
Teniendo en cuenta el órgano periférico del habla en el que se produce la malformación, se distinguen los siguientes tipos de disglosias:

### Disglosias labiales
Debido a la alteración en la forma, movilidad, fuerza o consistencia de los labios, se produce un trastorno de la articulación de los diferentes fonemas.
Causas: labio o paladar hendido, frenillo labial superior hipertrófico, fisura del labio inferior, parálisis facial, macrostomía (incompleta o completa), heridas labiales, neuralgia del trigémino.

### Disglosias mandibulares
El origen de este tipo de trastorno en la articulación de los fonemas, puede ser congénito, de desarrollo o quirúrgico, y es debido a la alteración en la forma de los maxilares. Puede haber alteración de uno o dos maxilares. 
Causas: progenie, deserción de maxiliares, disostosis máxilofacial.
Entre ellas están la micrognatia, recesión maxilar superior, neoplasia maligna, atresia mandibular....

### Disglosias dentales
Alteración en la forma o posición de las piezas dentarias. Este tipo de disglosia es producida como consecuencia de una cierta alteración en la posición o en la forma de los dientes o piezas dentarias, por lo que se produce un trastorno en la articulación del habla.
Causas: herencia, desequilibrios hormonales, alimentación, ortodoncias, prótesis.

### Disglosias linguales
Alteración de la articulación como consecuencia de un trastorno orgánico de la lengua. La lengua es un órgano activo de la articulación de los fonemas, con una extraordinaria sincronización de sus movimientos durante el habla. Por ello un trastorno orgánico de la lengua puede afectar, a la rapidez, exactitud y a la sincronización de los movimientos de la lengua. Como consecuencia nos encontramos ante una disglosia lingual.
Causas: anquiloglosia o frenillo corto, glosectomía, macroglosia, malformaciones congénitas de la lengua, parálisis uni-bilateral del hipogloso.

### Disglosias palatales
Malformaciones orgánicas del paladar óseo y del velo del paladar. 
Causas: fisura palatina, fisura submucosa del paladar, paladar ojival, paladar corto, úvula bífida, velo largo, perforaciones.

## Cuadro clínico
La disglosia puede traer consigo secuelas, tanto de tipo físico, como pueden ser las cicatrices debido a intervenciones o extirpaciones quirúrgicas, así como la estenosis, es decir, el estrechamiento del canal de la columna lumbar que produce dolor en las extremidades inferiores.
Conlleva, igualmente, secuelas de tipo psicológico, ya que aparece cuando el niño es pequeño, en una etapa muy importante del desarrollo psicológico que puede verse afectado por el aislamiento social, exclusión por parte de compañeros (en los años de escuela), problemas psicológicos de tipo depresivo, complejos, no tener relación con las demás personas a causa de no sentirse bien, o sentirse culpable por hablar de forma distinta (falta de fluidez verbal).

## Diagnóstico
Los principales criterios que se utilizan para diagnosticar la disglosia en un niño o un niña, son que se presenten en ellos problemas como defecto en articular fonemas debido a la malformación orgánica, también el diagnóstico se puede reflejar en el estudio del niño o niña, si existen en ellos problemas de tipo cognitivo (fracaso escolar), también puede presentarse en estos niños cierto rechazo a la hora de hablar tanto con la familia, como en público. Esto es debido a la falta de fluidez verbal debido a que suelen ser niños que normalmente se someten a frecuentes operaciones quirúrgicas, y estar periodos de tiempo hospitalizados.
También se hacen notar rasgos comunes en niños que presentan esta patología de tipo tanto físico y orgánico, pueden ser: la alteración de uno o de varios componentes de emisión que constituyen labios, mandíbula, fosas nasales y los dientes, estructura respiratoria incorrecta, dificultades articulatorias, dificultad en la deglución.

## Tratamiento
Como la disglosia tiene muchas causas, a su vez existen de acuerdo con las características que en ella se dan, diversos tratamientos para tratarla.
Esta patología afecta a aspectos de las capacidades fisiológicas y a su vez de la anatomía humana, por lo que el tratamiento no sólo irá dirigido a los órganos fonoarticulatorios como son la lengua, los huesos maxiliares, las arcadas dentarias , el velo del paladar o los labios, sino que como engloba también el aspecto fisiológico de la persona afectada, se deberán tratar también las funciones motoras y neurovegetativas, como la masticación, la regulación, la voz, la respiración nasal y la articulación del habla. Todos estos aspectos tienen que tenerse en cuenta para poder realizar un plan de acción que abarque distintas disciplinas que intenten trabajar con todos ellos.
También se debe atender a la intensidad o gravedad con la que se presente el tipo de disglosia y al tipo de alteración orgánica, y a partir de aquí, se requerirá un tipo de tratamiento distinto dependiendo de la intensidad con la que se da la patología. Cada tipo de disglosia va a requerir un tratamiento logopédico diferente y específico. De forma general los aspectos que se trabajan con mayor frecuencia en este tipo de patología son: (de mayor a menor gravedad, tratamiento quirúrgico, psicológico, ortodóngico movimientos de los distintos órganos de la boca, como pueden ser los labios, la lengua, para así trabajar aspectos como la articulación, la deglución, respiración, soplo, tonicidad.

## Ejercicios
Existen varios tipos de ejercicios según la clase de disglosia que pueden ser recomendables:
- Ejercicios del velo del paladar. Se realizan jugand con la sensibilidad y agilidad para controlar las fugas nasales.
- Ejercicios de la lengua. Se realizan con la tensión y relajación de la propia lengua. Además, se puede ganar agilidad trabajando la elasticidad del frenillo de la lengua.
- Los ejercicios mandibulares, que irán enfocados a ciertos movimientos con la mandíbula.
- Ejercicios de los labios, donde se realizarán cierres y aperturas labiales. También se realizarán ejercicios de relajación y tensión de estos para favorecer su elasticidad.